# Zemljopis Izraela
Zemljopis Izraela je vrlo raznolik, s pustinjskim uvjetima na jugu i snijegom pokrivenim planinama na sjeveru. Izrael se nalazi na istočnom kraju Sredozemnog mora u zapadnoj Aziji. Na sjeveru graniči s Libanonom, na sjeveroistoku sa Sirijom, na istoku s Jordanom i Zapadnom obalom, a na jugozapadu s Egiptom. Na zapadu Izraela nalazi se Sredozemno more koje čini većinu izraelske obale od 273 km i Pojasa Gaze. Izrael ima malu obalu na Crvenom moru na jugu.
Površina Izraela iznosi približno 20,770 km2, što uključuje 445 km2 kopnenih voda. Izrael se prostire na 424 km od sjevera prema jugu, a njegova širina se kreće od 15 do 114 km. Ima ekskluzivnu ekonomsku zonu od 26,352 km2.
Izraelski okupirani teritoriji uključuju Zapadnu obalu, 5,879 km2, Istočni Jeruzalem, 70 km2 i Golansku visoravan, 1.150 km2. Od ovih područja Izrael je pripojio Istočni Jeruzalem i Golansku visoravan, što međunarodna zajednica nije prepoznala.
Južnim Izraelom dominira pustinja Negev, koja pokriva oko 16,000 četvornih kilometara, više od polovice ukupne kopnene površine zemlje. Sjever Negeva obuhvaća i Judejsku pustinju, koja na svojoj granici s Jordanom obuhvaća i Mrtvo more, koje je na -417 m najniža točka na Zemlji. U unutrašnjosti središnjeg Izraela dominiraju Judejska brda na Zapadnoj obali, dok se središnja i sjeverna obala sastoje od ravne i plodne izraelske obalne ravnice. U unutrašnjosti sjeverne regije nalazi se planinski lanac Karmel, koji slijedi plodna dolina Jezreel, a zatim brdovita regija Galileja. Galilejsko more smješteno je izvan ove regije, a na istoku ga omeđuje Golanska visoravan, omeđena na sjeveru dijelom masiva planine Hermon, okupiranom od Izraela, koja uključuje najvišu točku pod izraelskom kontrolom, vrh visok 2224 metra. Najviša točka na teritoriju međunarodno priznatom kao izraelski je planina Meron na 1,208 metara.
Najduža i najpoznatija izraelska rijeka je rijeka Jordan, duga 320 kilometara, koja se izdiže na južnim padinama planine Hermon u planini Antilibanon. Rijeka teče na jug kroz slatkovodno Galilejsko jezero, a odatle čini granicu s Kraljevinom Jordan većim dijelom svoje rute, na kraju se ulijevajući u Mrtvo more. Sjeverni pritoci Jordana: su Dan, Banias i Hasbani. Samo je Dan posve u Izraelu; Hasbani teče iz Libanona, a Banias s teritorija okupiranoga od Sirije u Šestodnevnom ratu. 
Galilejsko more ili Galilejsko jezero; naziva se još Tiberijadsko jezero (Tiberijsko jezero), Genezaretsko jezero ili jezero Kineret (Kinaretsko jezero); najveće je slatkovodno jezero na teritoriju Izraela. Biblijsko je mjesto koje se povezuje s čudima Isusa Krista opisanima u Novome zavjetu u Bibliji.

## Galerija
- Gora Karmel
- Pustinja Negev
- Mrtvo more
- Genezaretsko jezero